# Zanja Pytá
Zanja Pytá es un distrito del departamento de Amambay, Paraguay, distante a 16 km de Pedro Juan Caballero, capital de este departamento. Anteriormente era parte del distrito de Pedro Juan Caballero, pero de desmembró de este en el año 2012.

Se encuentra en la frontera con el Distrito de «Sanga Puitã» de la ciudad brasilera de Ponta Porã del estado de Mato Grosso del Sur.